# 로스팅 잭

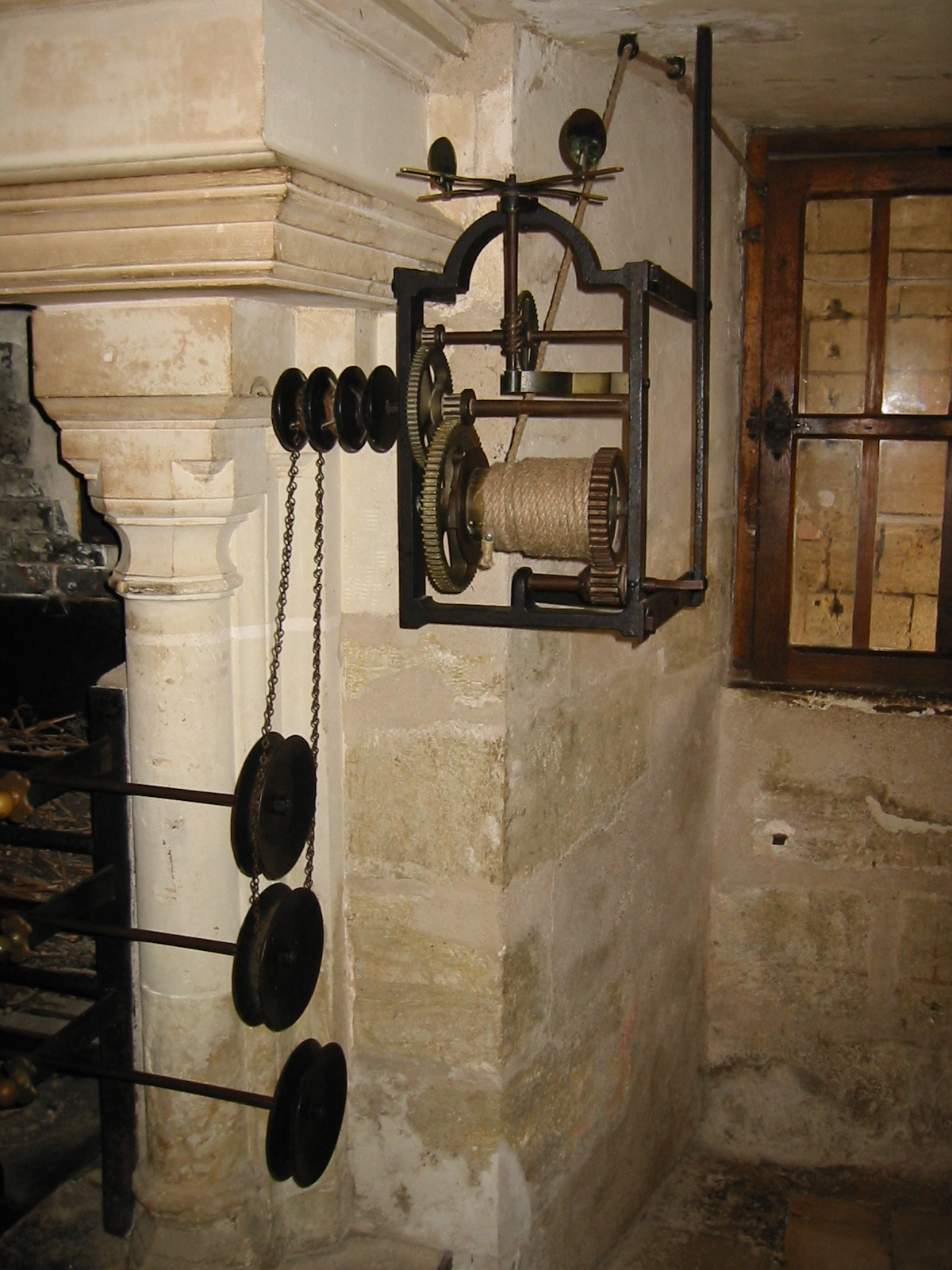
로스팅 잭

로스팅 잭(roasting jack)은 고기를 꼬치에 올려서 회전시키는 기계이다. 일명 고기 굽는 꼬챙이 회전기이다. 꼬챙이로 고기를 요리하는 일은 적어도 기원전 1세기로 거슬러 올라간다. 그러나 처음에는 꼬치를 사람의 힘으로 뒤집었다. 영국에서는 튜더 왕조 시대부터 개가 동력으로 움직이는 개찰구가 사용되었다. 개는 벨트와 도르래로 침과 연결된 런닝머신에서 달렸다. 다른 형태의 로스팅 잭에는 증기로 구동되는 스팀 잭(steam jack), 불에서 나오는 뜨거운 가스로 구동되는 스모크 잭(smoke jack), 추나 용수철로 구동되는 보틀 잭(bottle jack) 또는 클럭 잭(clock jack)이 포함된다.

## 같이 보기
- 회전구이